# Maō Gakuin no Futekigōsha
Maō Gakuin no Futekigōsha (Maō Gakuin no Futekigōsha), kompletter Titel: Maō Gakuin no Futekigōsha ~Shijō Saikyō no Maō no Shiso, Tensei Shite Shison-tachi no Gakkō e Kayou~ (魔王学院の不適合者 ～史上最強の魔王の始祖、転生して子孫たちの学校へ通う～) ist eine Webroman-Reihe des japanischen Autoren Shu, die seit April 2017 auf der Online-Plattform Shōsetsuka ni Narō erscheint und das Fantasy-Genre zuzuordnen ist.
Der Webroman wurde als Light-Novel- und Manga-Reihe umgesetzt und erhielt im Jahr 2020 eine Anime-Fernsehserie, deren erste Staffel dreizehn Episoden umfasst. Das Werk erzählt die Geschichte von dem Dämonenkönig Anos Voldigoad, welcher sich in der Hoffnung auf Frieden von einem Helden töten lässt und 2.000 Jahre später in einer scheinbar friedlichen Welt wiedergeboren wird.

## Handlung
Der König der Dämonen, Anos Voldigoad, ist des immer währenden Krieges mit den anderen humanoiden Rassen überdrüssig und wünscht sich einen langanhaltenden Weltfrieden. Deswegen bietet er dem menschlichen Helden Kanon an, ihn umzubringen, damit ein mächtiger Zauber gewirkt werden kann, welcher die Welten der Dämonen, der Menschen, der Geister und der Biestmenschen voneinander trennt. Im Sterben liegend, kündigt Anos an, in 2.000 Jahren wiedergeboren zu werden und hofft auf ein Wiedersehen mit dem Helden, den er mit seinen letzten Worten verspricht, Kanon dann ein Freund sein zu wollen.
2.000 Jahre später wird Anos mitsamt seinen Erinnerungen an sein früheres Leben wiedergeboren. Anos, obwohl wie vorhergesagt wiedergeboren, besucht eine Schule für Dämonen, die lediglich den Nachkommen des verstorbenen Dämonenkönigs und reinrassigen Dämonen vorbehalten ist. Dort muss er feststellen, dass seine Nachfahren aufgrund des Friedens mit den anderen Welten schwächer geworden sind und die Magie an sich stetig abnimmt. Auch wird er mit der Tatsache konfrontiert, dass jemand in den vergangenen 2.000 Jahren die Geschichte verändert hat und sich niemand an seine frühere Regentschaft erinnert. Infolgedessen fällt er durch die Eignungsprüfung und wird als „Außenseiter“ eingestuft, weswegen ihn andere Mitschüler meiden. Anos beschließt herauszufinden was in den vergangenen 2.000 Jahren geschehen ist und versucht, seinen Posten als Dämonenkönig wiederzuerlangen.

## Charaktere
Anos Voldigoad (アノス・ヴォルディゴード, Anosu Vorudigōdo)
Der Dämonenkönig, welcher vor 2.000 Jahren gegen die anderen Rassen Krieg führte. Er lässt sich in der Hoffnung auf Frieden vom Helden Kanon umbringen und besucht nach seiner Wiedergeburt eine Schule für angehende Dämonenkönige.
Sasha Necron (サーシャ・ネクロン, Sāsha Nekuron)
Die Zwillingsschwester von Misha, die als „Hexe der Zerstörung“ bekannt ist. Sie ist arrogant und hat einen hinterlistigen Charakter. Gegenüber ihrer Schwester verhält sie sich feindlich, was sich jedoch als Fassade herausstellt. In Wirklichkeit liebt sie ihre Schwester von ganzem Herzen.
Misha Necron (ミーシャ・ネクロン, Mīsha Nekuron)
Die Zwillingsschwester von Sasha. Sie wurde ursprünglich als Gefäß für die Wiedergeburt des neuen Dämonenkönigs von Ivis Necron erschaffen und sollte an ihrem 15. Geburtstag mit ihrer Zwillingsschwester verschmelzen.
Lay Glanzudlii (レイ・グランズドリィ, Rei Guranzudori)
Ein mysteriöser Austauschschüler aus der Fraktion des Königshauses, die dem falschen Dämonenkönig Avos Dilhevia nahesteht. Ein begnadeter Schwertkämpfer.
Misa Ilioroagu (ミサ・イリオローグ, Misa Iriorōgu)
Eine Mitschülerin aus Anos Schulklasse. Ein Geist-Halbdämon, die der so genannten Union zugewandt ist und als dessen Mitglied daran glaubt, dass Anos der wahre Dämonenkönig ist.
Zepes Indu (ゼペス・インドゥ, Zepesu Indu)
Der jüngere Bruder von Leorig. Als Herzog der Dämonen ist er einer der zukünftigen Kandidaten als Damönenkönig.
Leorig Indu (リオルグ・インドゥ, Riorugu Indu)
Ein hochrangiger, vollblütiger Dämon von adeligen Rang. Der ältere Bruder von Zepes.
Kanon (カノン)
Der Held, der vor 2.000 Jahren gegen Anos kämpfte. Nach dem Tod des Dämonenkönigs und dem scheinbar eingekehrten Frieden, wird er heimtückisch von einem Soldaten getötet. Kanon wird als Dämon wiedergeboren.
Emilia Ludowell (エミリア・ルードウェル, Emiria Rūdoweru)
Die Klassenlehrerin von Anos. Als vollblütige Dämonin und hochrangige Adelige, sieht sie auf halblütige Dämonen herab, so auch auf Anos. Als Emilia Anos Mutter angreifen will, tötet Anos Emilia belegt diese mit einem Fluch, immer wieder als halbblütige Dämonin wiedergeboren zu werden.
Shin Reglia (シン・レグリア, Shin Reguria)
Ein Schwertkämpfer, der vor 2.000 Jahren an der Seite des Dämonenkönigs kämpfte und von diesem das Geschenk der Wiedergeburt erhalten hat.
Eleonore Bianca (エレオノール・ビアンカ, Ereonōru Bianka)
Eine Schülerin der Heldenakademie, die in die Klasse Kanon Jerga eingestuft wurde. In Wahrheit ist Eleonore eine künstlich erschaffene Waffe, die das Ziel hat, die Dämonen auszulöschen.
Jerga (ジェルガ, Jeruga)
Ein Offizier der königlichen Armee von Gairadite, welcher vor 2.000 Jahren an der Seite des Helden Kanon gegen den Dämonenkönig Anos Voldigoad kämpfte. Zu Lebzeiten hegte er einen tiefen Groll gegenüber den Dämonen, welcher sogar nach dessen Tod spürbar ist und eine manifestierte Form annehmen konnte.

## Medien

### Webroman und Light-Novel-Reihe
Shu startete Maō Gakuin no Futekigōsha im April des Jahres 2017 als Webroman und veröffentlicht die Kapitel auf der Plattform Shōsetsuka ni Narō. Der Verlag ASCII Media Works, welches zum Konzern Kadokawa gehört, veröffentlicht das Werk als Romanreihe mit Illustrationen von Yoshinori Shizuma im Magazin Dengeki Bunko. Bis zum April 2021 erschienen neun Bände des Romans.
| Band | Veröffentlichung (Japan) | ISBN (Japan)            |
| ---- | ------------------------ | ----------------------- |
| 1    | 10. März 2018            | ISBN 978-4-04-893681-1. |
| 2    | 10. Juli 2018            | ISBN 978-4-04-893920-1. |
| 3    | 10. Nov. 2018            | ISBN 978-4-04-912096-7. |
| 4a   | 10. März 2019            | ISBN 978-4-04-912327-2. |
| 4b   | 10. Mai 2019             | ISBN 978-4-04-912453-8. |
| 5    | 10. Okt. 2019            | ISBN 978-4-04-912664-8. |
| 6    | 10. März 2020            | ISBN 978-4-04-913074-4. |
| 7    | 10. Juli 2020            | ISBN 978-4-04-913273-1. |
| 8    | 10. Okt. 2020            | ISBN 978-4-04-913448-3. |
| 9    | 09. Apr. 2021            | ISBN 978-4-04-913734-7. |
| 10   | 06. Aug. 2021            | ISBN 978-4-04-913938-9. |

### Manga
Kayaharuka startete im Juli 2018 einen Web-Manga basierend auf die Light Novel und veröffentlichte diesen auf der Manga-UP-Internetseite des Medienverlages Square Enix. Am 10. Juli 2021 gab man bekannt, dass die Manga-Umsetzung aufgrund einer Krebserkrankung Kayaharukas abgebrochen wird, damit er eine Chemotherapie unterziehen könne. Wenige Tage nach dieser Ankündigung wurde bekannt, dass der Mangaka bereits am 6. Juli an seinem Krebsleiden verstorben ist.
Bis zur Ankündigung, dass die Mangaumsetzung aufgrund der gesundheitlichen Situation des Autors abgebrochen würde, erschienen die Kapitel in vier Bänden im Tankōbon-Format. Square Enix veröffentlicht eine englischsprachige Fassung des Mangas.
| Band | Veröffentlichung (Japan) | ISBN (Japan)            |
| ---- | ------------------------ | ----------------------- |
| 1    | 10. Nov. 2018            | ISBN 978-4-75-755906-6. |
| 2    | 10. Mai 2019             | ISBN 978-4-75-756112-0. |
| 3    | 10. Okt. 2019            | ISBN 978-4-75-755906-6. |
| 4    | 05. März 2021            | ISBN 978-4-75-757133-4. |

### Anime-Fernsehserie
- → Hauptartikel: The Misfit of Demon King Academy

Im Oktober 2019 wurde die Produktion einer Anime-Fernsehserie angekündigt.  Diese entstand unter der Regie von Masafumi Tamura und Shin Ōnuma im Animationsstudio Silver Link und umfasst dreizehn Episoden. Die Serie lief vom Juli bis September 2020 im japanischen Fernsehen.
Im März des Jahres 2021 wurde die Produktion einer zweiten Staffel angekündigt.